# Volpetta (costellazione)
La Volpetta (in latino Vulpecula, abbreviata in Vul) è una delle 88 costellazioni moderne. Si tratta di una debole costellazione settentrionale situata al centro del Triangolo Estivo, un asterismo formato dalle stelle Deneb, Vega e Altair.

## Caratteristiche

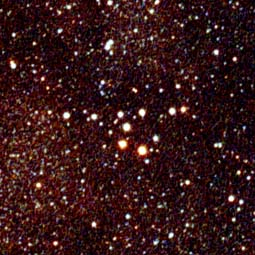
L'ammasso detto Attaccapanni, un famoso asterismo nella costellazione della Volpetta.

La costellazione si estende nella regione in cui la Fenditura del Cigno termina a sud, incrociandosi con la Fenditura dell'Aquila; l'area di cielo in cui si trova è dunque fortemente oscurata dalla polvere interstellare, qui particolarmente densa.
Nel 1967 all'interno della costellazione della Volpetta è stata scoperta, da parte di Antony Hewish e Jocelyn Bell, da Cambridge, la prima pulsar conosciuta. Mentre stavano cercando la scintillazione dei segnali radio delle quasar, Hewish e la Bell individuarono un segnale molto regolare che consisteva di impulsi di radiazione al ritmo di uno ogni qualche secondo. L'origine terrestre dei segnali fu presto esclusa, perché essi riapparivano in sincronia con il tempo siderale, e non con quello civile. L'anomalia fu infine identificata come il segnale radio emesso da una stella di neutroni in rapida rotazione. I segnali arrivavano (e ancora arrivano) al ritmo di uno ogni 1,3373 secondi (le pulsar sono estremamente precise). Il nuovo oggetto fu chiamato inizialmente CP 19191 (che stava per "Cambridge Pulsar ad ascensione retta 19h 19m"), ed è oggi noto come PSR 1919+21 (che sta per "Pulsar ad ascensione retta 19h 19m e declinazione +21°").
Nel 1988, il satellite giapponese Ginga, osservò un'esplosione nella nova GS2000+25, sistema binario dove uno dei componenti del sistema è un probabile buco nero di massa dalle 5 alle 10 volte quella del Sole, mentre la controparte visibile è una stella di classe K.
La costellazione è famosa anche per il gran numero di stelle novae osservate.

### Stelle principali
La costellazione non presenta stelle più brillanti della quarta magnitudine, infatti solo una stella riporta la lettera greca di Bayer; sono presenti poi alcune stelle di quinta magnitudine che fanno da sfondo nell'osservazione ad occhio nudo.
- Anser (α Vulpeculae), una gigante rossa (di tipo spettrale M0 III) distante 297 anni luce dal Sole, caratterizzata da una magnitudine apparente di 4,44.
- 23 Vulpeculae è una stella arancione di magnitudine 4,50, distante 328 anni luce.

### Stelle doppie
Le ridotte dimensioni della costellazione non favoriscono l'abbondanza di stelle doppie, ma grazie alla presenza della Via Lattea le stelle qua osservabili sono relativamente numerose; tuttavia molte delle stelle doppie sono piuttosto deboli.
- Anser è una coppia molto semplice da ricolvere, perché piuttosto larga (separazione 413.7") e può essere apprezzata usando un binocolo; la sua compagna è abbastanza separata da avere un numero di Flamsteed, 8 Vulpeculae.

| Principali stelle doppie |                                          |                                          |             |             |                                 |        |
| Nome                     | Coordinate equatoriali all'epoca J2000.0 | Coordinate equatoriali all'epoca J2000.0 | Magnitudine | Magnitudine | Separazione (in secondi d'arco) | Colore |
| Nome                     | AR                                       | Dec                                      | A           | B           | Separazione (in secondi d'arco) | Colore |
| Anser                    | 19h 28m 43s                              | +24° 39′ 55″                             | 4,44        | 5,82        | 413,7                           | r + ar |
| 16 Vulpeculae            | 20h 02m 02s                              | +24° 56′ 16″                             | 5,9         | 6,2         | 0,8                             | b + b  |
| HD 201671                | 21h 10m 32s                              | +22° 27′ 17″                             | 7,0         | 8,0         | 18,0                            | b + b  |

### Stelle variabili
Nella costellazione sono note poche stelle variabili, di cui molte sono fuori dalla portata di piccoli strumenti. La più luminosa e anche la più semplice da osservare come entità di variazione è la T Vulpeculae, che in quasi 4,5 giorni varia fra la quinta e la sesta magnitudine.
| Principali stelle variabili |                                          |                                          |             |             |                  |          |
| Nome                        | Coordinate equatoriali all'epoca J2000.0 | Coordinate equatoriali all'epoca J2000.0 | Magnitudine | Magnitudine | Periodo (giorni) | Tipo     |
| Nome                        | AR                                       | Dec                                      | Max.        | Min.        | Periodo (giorni) | Tipo     |
| R Vulpeculae                | 21h 04m 23s                              | +23° 49′ 18″                             | 7,0         | 14,3        | 136,73           | Mireide  |
| T Vulpeculae                | 20h 51m 28s                              | +28° 15′ 02″                             | 5,41        | 6,09        | 4,4355           | Cefeide  |
| BW Vulpeculae               | 20h 54m 22s                              | +28° 31′ 19″                             | 6,20        | 6,43        | 0,2010           | Pulsante |
| SV Vulpeculae               | 19h 51m 31s                              | +27° 27′ 37″                             | 6,62        | 7,79        | 45,028           | Cefeide  |

## Oggetti del profondo cielo

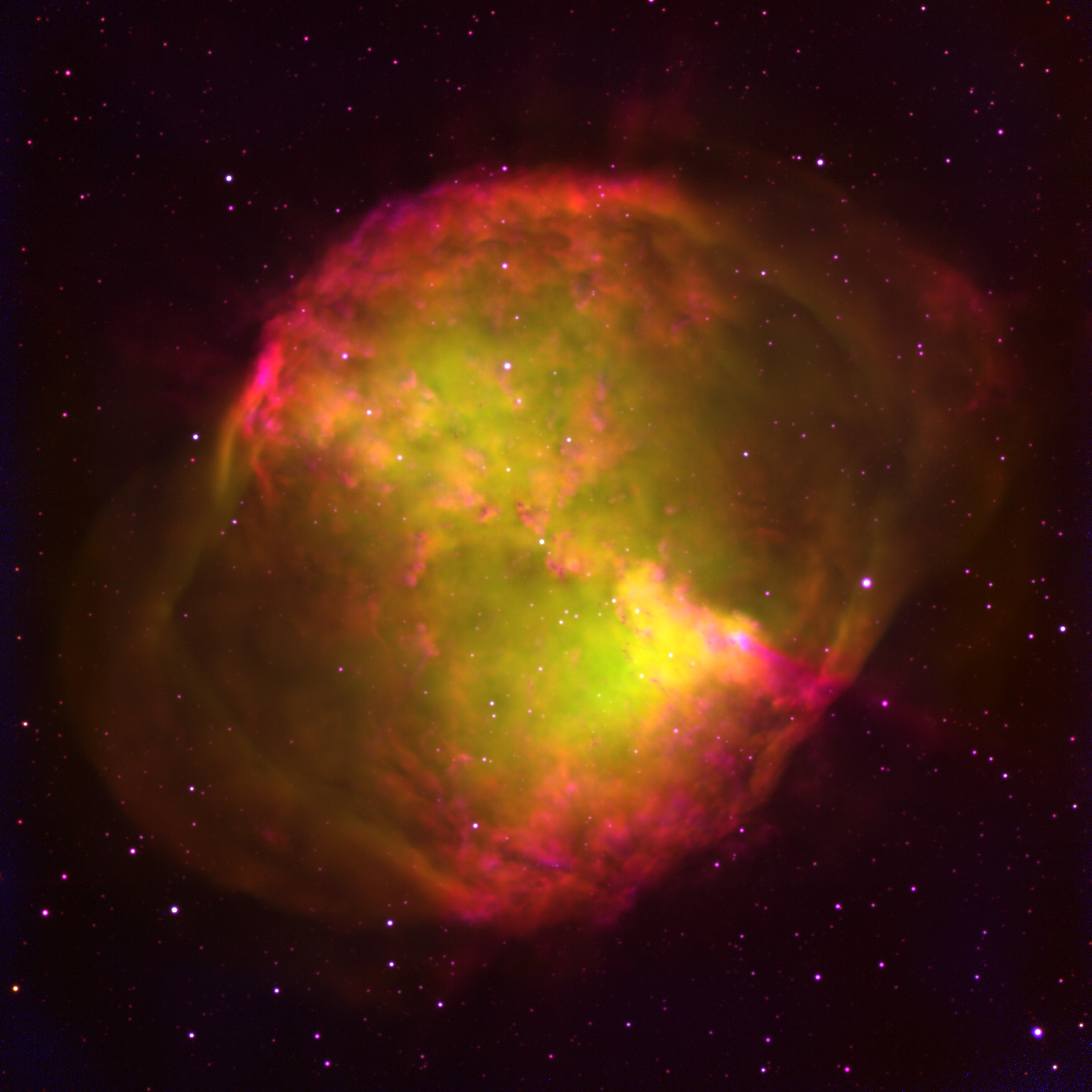
La Nebulosa Manubrio, una delle nebulose planetarie più brillanti del cielo.

La Volpetta è attraversata dalla Via Lattea e presenta alcuni oggetti di particolare interesse; primo fra tutti la Nebulosa Manubrio (M27), che è certamente uno degli oggetti del profondo cielo più osservati. Si tratta una grande nebulosa planetaria, che può essere osservata anche con un binocolo, dove appare come un disco debolmente luminoso con un diametro di circa 6 minuti d'arco (includendo il debole alone, il suo diametro apparente cresce fino a circa la metà di quello della Luna piena). Un telescopio rivela la sua forma a due lobi, simile a quella di una clessidra. M27 fu scoperta dall'astronomo francese Charles Messier nel 1764, e fu la prima nebulosa planetaria ad essere scoperta.
Verso sud è visibile un particolare oggetto, chiamato l'Attaccapanni o Appendiabito (in inglese, Coat Hanger), o pure Ammasso di Brocchi; si tratta di un asterismo, ossia di un gruppo di stelle non fisicamente legate fra loro. È visibile facilmente anche ad occhio nudo.
Fra gli altri oggetti minori spicca NGC 6885, un ammasso aperto composto da poche stelle ma ben osservabile con un semplice binocolo. Fra gli oggetti lontani più interessanti vi è la regione di Vulpecula OB1, un'associazione OB composta da una trentina di stelle giovani e calde con associate alcune nebulose. Un secondo ammasso aperto è visibile verso nordest ed è NGC 6940; è abbastanza luminoso ed esteso, ma le sue componenti sono relativamente deboli.
| Principali oggetti non stellari |                                          |                                          |                     |             |                                        |                   |
| Nome                            | Coordinate equatoriali all'epoca J2000.0 | Coordinate equatoriali all'epoca J2000.0 | Tipo                | Magnitudine | Dimensioni apparenti (in primi d'arco) | Nome proprio      |
| Nome                            | AR                                       | Dec                                      | Tipo                | Magnitudine | Dimensioni apparenti (in primi d'arco) | Nome proprio      |
| Cr 399                          | 19h 25m :                                | +20° 11′ :                               | Asterismo           | 3,6         | 60                                     | L'Attaccapanni    |
| M27                             | 19h 59m 36s                              | +22° 43′ 16″                             | Nebulosa planetaria | 7,5         | 8,0 x 5,6                              | Nebulosa Manubrio |
| NGC 6885                        | 20h 12m :                                | +26° 29′ :                               | Ammasso aperto      | 8,1         | 18                                     |                   |
| NGC 6940                        | 20h 34m :                                | +28° 17′ :                               | Ammasso aperto      | 6,3         | 31                                     |                   |

## Sistemi planetari
I sistemi planetari noti nella Volpetta sono tutti composti da un solo pianeta confermato; nel caso di HD 188015 si sospetta l'esistenza di un secondo corpo di massa leggentente inferiore a quella di Giove, mentre il pianeta confermato, HD 188015 b, è grande una volta e mezzo Giove. HD 189733 possiede un pianeta gioviano caldo, mentre HD 190228 ha un pianeta grande oltre quattro volte Giove situato a 2 UA di distanza dalla stella madre.
| Sistemi planetari |                                          |                                          |             |                   |                              |
| Nome del sistema  | Coordinate equatoriali all'epoca J2000.0 | Coordinate equatoriali all'epoca J2000.0 | Magnitudine | Tipo di stella    | Numero di pianeti confermati |
| Nome del sistema  | AR                                       | Dec                                      | Magnitudine | Tipo di stella    | Numero di pianeti confermati |
| HD 188015         | 19h 52m 05s                              | +28° 06′ 01″                             | 8,22        | Subgigante gialla | 1 (b)                        |
| HD 189733         | 20h 00m 44s                              | +22° 42′ 39″                             | 7,68        | Nana arancione    | 1 (b)                        |
| HD 190228         | 20h 03m 01s                              | +28° 18′ 25″                             | 7,31        | Subgigante gialla | 1 (b)                        |

## Storia

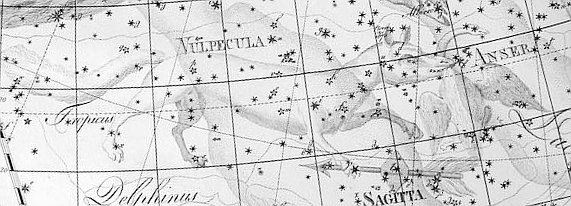
La Volpetta e l'Anatra tratte dall'Uranographia di Johann Elert Bode, 1801.

Questa costellazione fu definita nel tardo XVII secolo dall'astronomo polacco Johannes Hevelius. Era originariamente conosciuta come Volpecula cum Ansere (la volpetta con l'oca), in cui l'oca veniva rappresentata tra le fauci della volpe.
Tuttavia lo stesso Hevelius, che nel suo catalogo del 1687 aveva rappresentato Volpetta e Oca come un'unica costellazione, nel suo atlante stellare del 1690 le rappresentò come due costellazioni indipendenti. John Flamsteed nel suo Atlas Coelestis del 1729 rappresentò Volpetta e Oca come un'unica costellazione, sotto il nome di Volpetta e Oca. Altri, come Johann Elert Bode, continuarono a considerare Volpetta e Oca come due costellazioni indipendenti. Successivamente alcuni astronomi cominciarono a ritenere che due figure erano eccessive per rappresentare una costellazione con poche stelle brillanti: tra questi vi fu Francis Baily, che nel suo British Association Catalogue del 1845 rappresentò la costellazione con il nome di Volpetta.
Oggi la Costellazione dell'Oca non è più riconosciuta dall'Unione Astronomica Internazionale ed è stata riassorbita dalla Volpetta. Il nome dell'Oca rimane ad indicare la stella alfa della costellazione, che è stata chiamata Anser.